# Rivière au Rat
Rivière au Rat är ett vattendrag i Kanada.   Det ligger i provinsen Québec, i den sydöstra delen av landet, 300 km öster om huvudstaden Ottawa. Rivière au Rat ligger vid sjön Lac Louise.
I omgivningarna runt Rivière au Rat växer i huvudsak blandskog. Trakten runt Rivière au Rat är nära nog obefolkad, med mindre än två invånare per kvadratkilometer.